# Funhalouro
Funhalouro é uma vila moçambicana, sede do distrito do mesmo nome (província de Inhambane). Administrativamente, a vila pertence à localidade de Mucuíne e posto administrativo de Funhalouro.

## História e Toponímia
O topónimo Funharouro é resultado do aportuguesamento do termo Fonhololo. Cerca de 1910 existia no local uma povoação chamada Mazive, habitada por descendentes de um chefe do mesmo nome, vassalo dos invasores Nguni.

## Transportes
Funhalouro está situada no cruzamento de duas importantes estradas: a R444 que liga Massinga (na N1) a leste com Chibugo a oeste, e a R481 que liga Morrumbene (também na N1) a Mabote.

## Ligações Externas
- Funhalouro no Google Maps